# ساتورن I

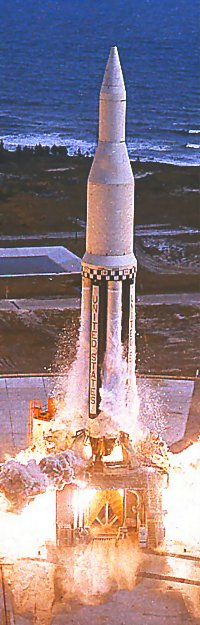

ساتورن 1 (بالإنجليزية:Saturn I) هو أول صاروخ حامل للحمولات متوسطة الثقل للولايات المتحدة الأمريكية، صُمم بغرض نقل الحمولات إلى مدار حول الأرض. وصمم الصاروخ بحيث يجمع عددا من المحركات الصاروخية لزيادة قوة دفعه.وقد أثبت هذا التصميم جدواه حيث أعطي حرية كبيرة بالنسبة إلى إمكانية تشكيله بحسب الحاجة. وكان أساساً مصمما لاستخدامه في الأمور العسكرية خلال الستينيات من القرن الماضي، ولكن ذلك لم يدم فترة طويلة. ثم استلمته ناسا وطورته واستخدمت منه 10 صواريخ قبل أن تطور الصاروخ الذي خلفه ساتورن 1ب الذي حصل على مرحلة صاروخية ثانية زادت من قوته.

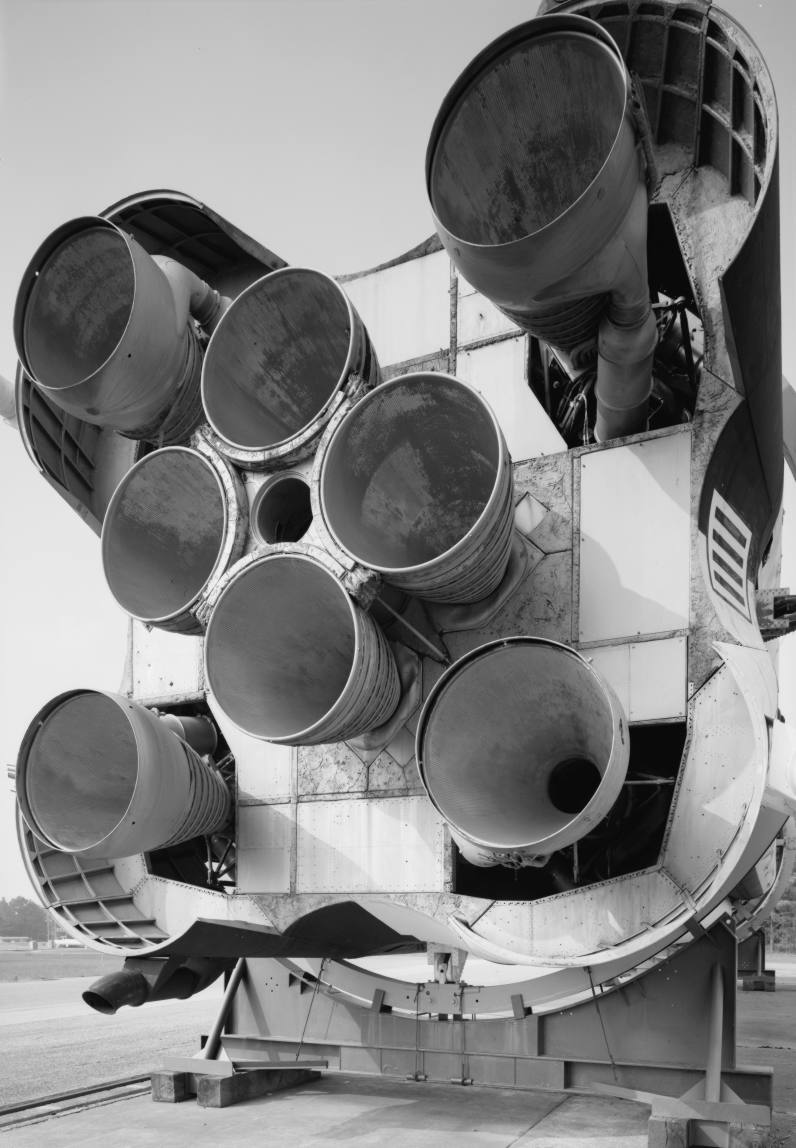
المرحلة الأولى لساتورن 1 خلال اختبارها في مركز مارشال للفضاء.

## صواريخ ساتورن 1

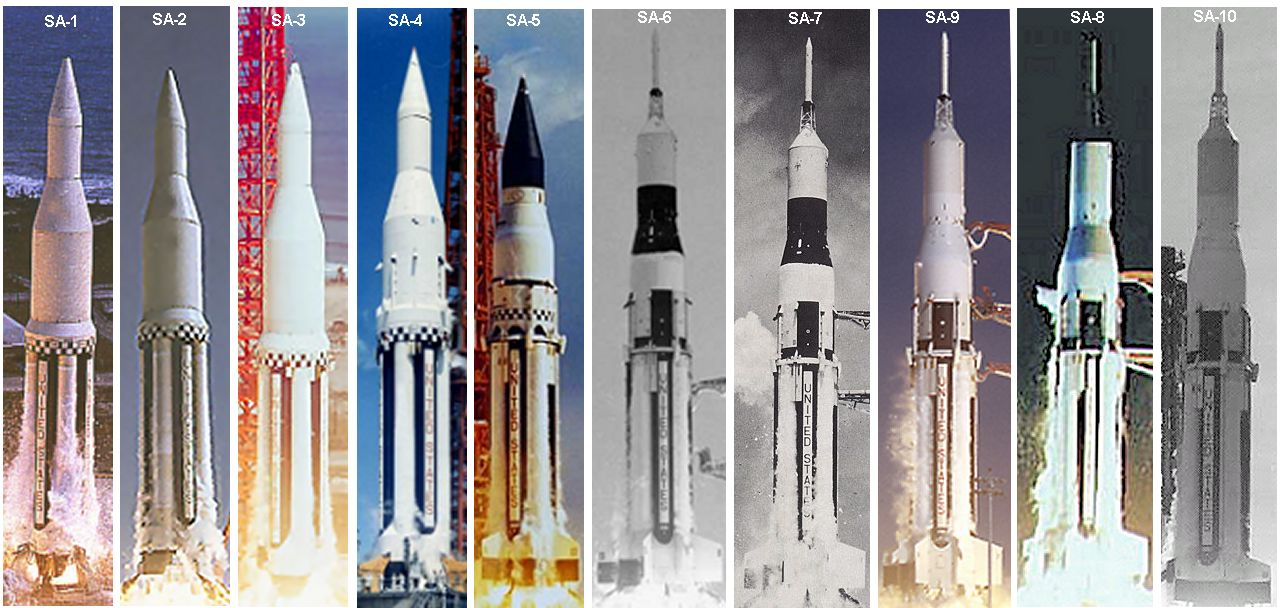
عدة أنواع من الصاروخ ساتورن 1 : نوع SA-1 إلى نوع SA-10

## اقرأ أيضا
- أبولو 8
- أبولو 11
- أبولو 13
- أبولو 17
- نيل أرمسترونج
- بز ألدرن
- ساتورن 5
- دلتا 4
- أريان 5
- أنجرا (صاروخ)

## وصلات خارجية
- Gunters Space Page – Ausführliche Seite zu fast allen existierenden Transportraketen
- Ausführliche Seite zu den Saturn-Raketen